# Micropterix huemeri
Micropterix huemeri is een vlinder uit de familie  van de oermotten (Micropterigidae). De wetenschappelijke naam van de soort is voor het eerst geldig gepubliceerd door Michael A. Kurz, Marion E. Kurz en Hans Christof Zeller-Lukashort in 2003.

## Kenmerken
De lengte van de voorvleugel is ongeveer 3,9 millimeter bij de mannetjes en 4,4 millimeter bij de vrouwtjes.

## Verspreiding en leefgebied
De soort komt voor in Frankrijk (Alpes-Maritimes) en leeft op hoogtes boven de 2000 meter boven zeeniveau.